# Laurentiuskirche (Neckarweihingen)

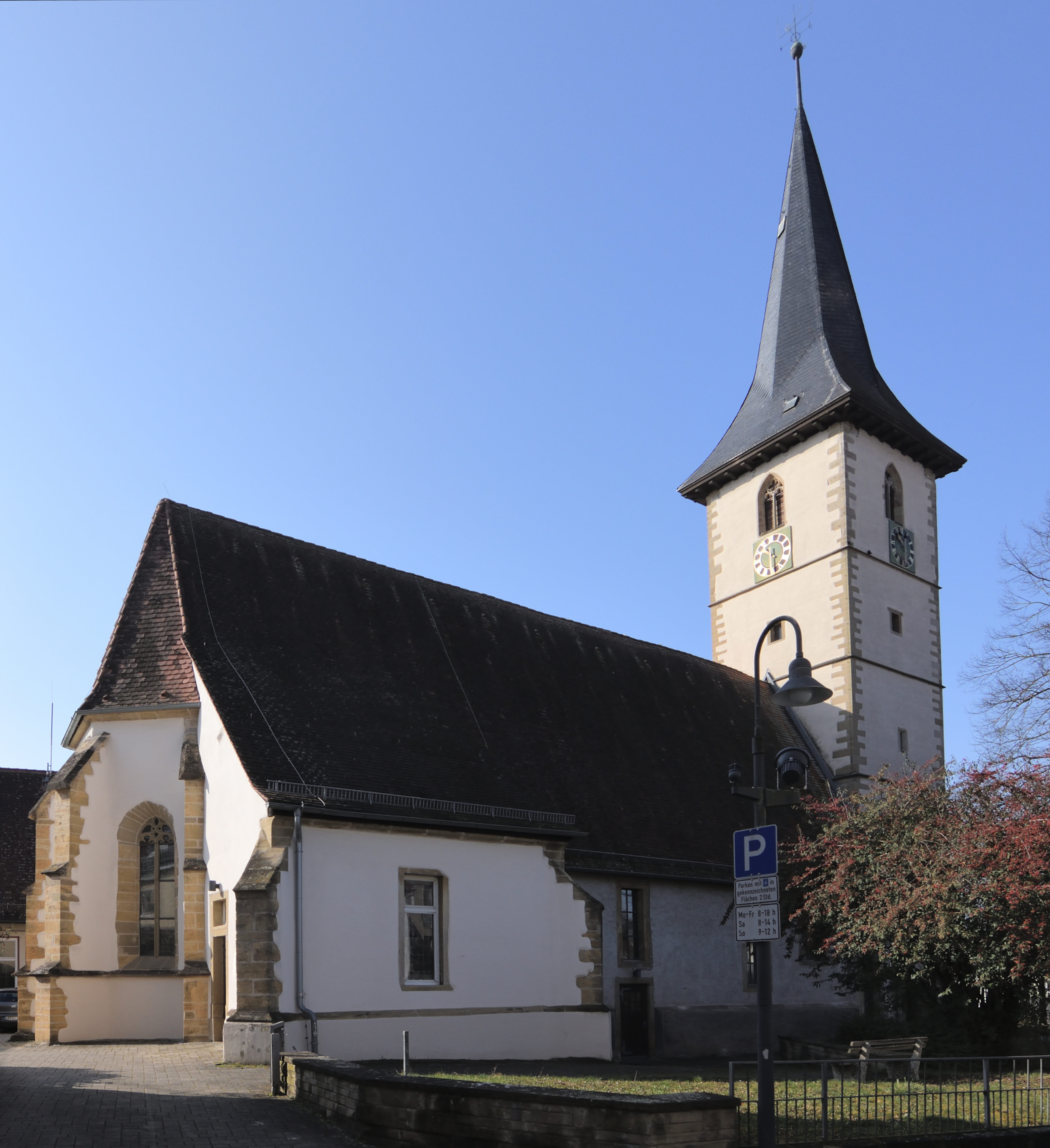
Laurentiuskirche in Neckarweihingen

Die Laurentiuskirche ist ein protestantisches Kirchengebäude im Ludwigsburger Stadtteil Neckarweihingen.

## Baugeschichte
Der ursprüngliche Teil des heutigen Kirchengebäudes wurde 1380–1480 errichtet, auf dem Platz einer alten Steinkirche. Während der Chor mit seinem Kreuzgewölbe als erstes errichtet wurde, ist das Netzgewölbe der Sakristei auf 1454 datiert.

## Innenraum
Den Altar ziert ein Christus mit klappbaren Armen, welcher wohl aus dem 16. Jahrhundert stammt.
Im Innenraum der Kirche befindet sich zudem das Gemälde Kommet her zu mir alle, die ihr mühselig und beladen seid von Friedrich von Keller sowie eine Bibel von 1699 und eine Pfarrertafel mit Auflistung aller Ortspfarrer seit 1534.
Orgel
Die Orgel wurde mithilfe eines Orgelbauvereins im Jahr 2003 von der Orgelbaufirma Mühleisen aus Leonberg gebaut. Sie verfügt über eine mechanische Register- und Spieltraktur.
| I Hauptwerk C–g3  | II Schwellwerk C–g3 | Pedal C–f1       |
| ----------------- | ------------------- | ---------------- |
| 1. Principal 8′   | 8. Rohrflöte 8′     | 17. Subbass 16′  |
| 2. Gedeckt 8′     | 9. Salicional 8′    | 18. Octavbass 8′ |
| 3. Octave 4′      | 10. Voix céleste 8′ | 19. Fagott 16′   |
| 4. Flötgedeckt 4′ | 11. Fugara 4′       |                  |
| 5. Octave 2′      | 12. Traversflöte 4′ |                  |
| 6. Mixtur 4f 2′   | 13. Nazard 2 2/3′   |                  |
| 7. Trompete 8′    | 14. Doublette 2′    |                  |
|                   | 15. Terz 1 3/5′     |                  |
|                   | 16. Oboe 8′         |                  |
|                   | Tremulant           |                  |

Normalkoppeln: II/I, I/Ped, II/Ped
Suboktavkoppeln: II/II